# Siegmund Friedrich Müller
Siegmund Friedrich Müller (* 26. November 1810 in Wetzlar; † 15. August 1899 in Frankfurt am Main) war ein Politiker der Freien Stadt Frankfurt.
Siegmund Friedrich Müller studierte Rechtswissenschaften in Tübingen und Heidelberg. Während seines Studiums in Tübingen wurde er 1829 Mitglied der Burschenschaft der Feuerreiter und der Commentburschenschaft. Er wurde zum Dr. jur. promoviert. Anschließend war er Advokat und Notar in Frankfurt am Main. Am 25. Oktober 1848 wurde er in die Constituierende Versammlung der Freien Stadt Frankfurt gewählt. Er gehörte dem Gesetzgebenden Körper 1858–1866 an. 1858–1861 und 1863 war er Präsident des Gesetzgebenden Körpers. Er war Mitglied im Vorstand des Deutschen Nationalvereins.